# Yuq1
Yuq1, estilizado como YUQ1, es el EP debut de la cantante china Yuqi, miembro del grupo (G)I-dle. El miniálbum fue lanzado el 23 de abril de 2024 por Cube Entertainment en formato digital y un día después en formato físico. El álbum contiene siete pistas, incluido el sencillo principal titulado «Freak» y el sencillo de prelanzamiento «Could It Be».

## Antecedentes y lanzamiento
El 22 de marzo de 2024, Cube Entertainment anunció que Yuqi, una de las miembros del grupo (G)I-dle, haría el lanzamiento de su primer miniálbum durante el mes de abril del mismo año. «Yuqi lanzará una canción en solitario en abril y planea promocionarla en programas musicales», confirmó la agencia. Este correspondería a su segundo trabajo musical luego de su primer álbum sencillo titulado A Page, lanzado el 13 de mayo de 2021.
El 1 de abril de 2024 a la medianoche, Yuqi aprovechó el Día de los inocentes de abril para adelantar el lanzamiento de su próxima canción en solitario, «Could It Be». En el vídeo, Yuqi se interpreta a ella misma y a un empleado de Cube Entertainment ,mientras habla sobre los planes para el lanzamiento del sencillo con un vídeo musical que lo acompaña. Ese mismo día, se publicaron fotos conceptuales del sencillo. Al día siguiente, se publicó el calendario de actividades asociado al lanzamiento del nuevo EP, confirmando que «Could It Be» sería prelanzado el 5 de abril, mientras que el miniálbum vería la luz en formato digital el 23 de abril de 2024, y en formato físico un día después.
El 5 de abril de 2024 fue publicado el vídeo musical de «Could It Be». El 9 de abril fue anunciada la lista completa de canciones, confirmando que el EP contendría siete pistas, incluyendo colaboraciones con pH-1, Lexie Liu y Minnie. Además se publicó un trailer conceptual del nuevo miniálbum.
El 19 de abril fue lanzado el primer adelanto del sencillo principal del miniálbum, titulado «Freak», para ser lanzado junto al EP, el 23 de abril de 2024. Tres días después fue publicado un segundo vídeo promocional del nuevo sencillo.

## Lista de canciones
| CD / Descarga digital |                             |                                                             |                                                                                              |                             |          |  |
| N.º                   | Título                      | Letras                                                      | Música                                                                                       | Arreglos                    | Duración |  |
| 1.                    | «Freak»                     | Jop Pangemanan, Kyle Joseph Faulkner, Audun Agnar, Yuqi     | Jop Pangemanan, Kyle Joseph Faulkner, Audun Agnar, Yuqi, Siixk Jun                           | Siixk Jun, Krap             | 2:51     |  |
| 2.                    | «My Way»                    | Yuqi, BOYTOY, MOJO, SOHI (PLZ)                              | Yuqi, BOYTOY, MOJO, JIWOONG (PLZ), SOHI (PLZ)                                                | BOYTOY, MOJO, JIWOONG (PLZ) | 2:48     |  |
| 3.                    | «Drink It Up» (feat. pH-1)  | Yuqi, BOYTOY, MOJO, MUNA (PLZ), XU (PLZ), Jenna (PLZ), pH-1 | Yuqi, BOYTOY, MOJO, Milli Oshyun, MUNA (PLZ), XU (PLZ), Jenna (PLZ), Disko, pH-1             | BOYTOY                      | 3:16     |  |
| 4.                    | «Red Rover»                 | Elsa Curran, Stela Cole, Josh Murty, Mark Schick            | Elsa Curran, Stela Cole, Josh Murty, Mark Schick                                             | Josh Murty, Mark Schick     | 2:03     |  |
| 5.                    | «On Clap» (feat. Lexie Liu) | Oscar Scheller, Jesse Thomas, Naomi Wild, Yuqi, Lexie Liu   | Oscar Scheller, Jesse Thomas, Naomi Wild, Siixk Jun                                          | Siixk Jun                   | 1:58     |  |
| 6.                    | «Everytime» (feat Minnie)   | Yuqi, BOYTOY, S’oom (PLZ), Zun (PLZ), MUNA (PLZ)            | Yuqi, BOYTOY, S’oom (PLZ), Zun (PLZ), MUNA (PLZ), Disko, WARMing (Blatinum), Junsoo (ATUNES) | BOYTOY, Disko               | 3:11     |  |
| 7.                    | «Could It Be»               | Mike Elizondo, Mikky Ekko                                   | Mike Elizondo, Mikky Ekko                                                                    | Mike Elizondo, Mikky Ekko   | 3:09     |  |
| 19:19                 |                             |                                                             |                                                                                              |                             |          |  |

## Historial de lanzamiento
| País          | Fecha               | Formato                     | Sello              |
| ------------- | ------------------- | --------------------------- | ------------------ |
| Corea del Sur | 23 de abril de 2024 | descarga digital, streaming | Cube Entertainment |
| Varios        | 24 de abril de 2024 | CD                          | Cube Entertainment |